# Hồ Đông
Hồ Đông (sinh ngày 19 tháng 6 năm 1969) là nam diễn viên, ca sĩ kiêm người mẫu Trung Quốc. Ông được biết đến nhiều nhất với vai diễn Lâm Xung trong phim Tân Thủy Hử (2011) và Quang Minh Hữu Sứ Phạm Dao trong phim Ỷ Thiên Đồ Long Ký (2009).
Hồ Đông cũng có em trai là người mẫu diễn viên Hồ Binh.

## Cuộc sống cá nhân
Hồ Đông sinh ngày 19/6/1969 tại Hàng Châu, Chiết Giang, Trung Quốc. Năm 1986, ông theo học trường Kiến trúc Hàng Châu, 2 năm sau, ông tiếp tục thi vào Học viện Thể dục Thể thao Quân sự Sa Hà.
Tháng 9/1992, sau khi tốt nghiệp với hàm Thiếu úy, ông mang theo những thương tích trở về quê hương Hàng Châu và tìm một con đường đi mới. Ông làm việc cho công ty quảng cáo Thái Dương, Giang Tô và bắt đầu bước chân vào con đường nghệ thuật với vai trò ca sĩ.
Năm 1994, qua sự giới thiệu của Hồ Binh - em trai ông, Hồ Đông quen biết một số nhân vật trong làng thời trang, nhưng ồng không có ý định bước chân lên sàn catwalk. Năm 1997, dưới sự thuyết phục của nhiều người bạn, Hồ Đông chấp nhận tham gia một show thời trang và gây được sự chú ý. Năm 1998, ông ký hợp đồng với công ty người mẫu ở Bắc Kinh, một năm sau, ông đoạt ngôi quán quân trong cuộc thi người mẫu nam Trung Quốc 1999. Ngoài việc sải bước trên sàn catwalk, ông còn đảm nhận vai trò MC cho các đêm thời trang.
Năm 2000, Hồ Đông bắt đầu lấn sân trường quay, tham gia nhiều bộ phim, đáng chú ý có vai Lục Triển Nguyên trong Thần điêu đại hiệp 2006, vai Đa Long trong Lộc đỉnh ký 2008, vai Quang Minh hữu sứ Phạm Dao trong Ỷ thiên đồ long ký 2009, vai Tả Lãnh Thiền trong Tân Tiếu ngạo giang hồ 2013 ... và đặc biệt được khen ngợi khi tái hiện nhân vật Lâm Xung một cách xuất sắc trong tác phẩm truyền hình Tân Thủy hử 2011
Ngoài đời, Hồ Đông rất hạnh phúc với gia đình nhỏ. Vợ chồng Hồ Đông đón cậu con trai đầu lòng ngày 8/1/2002.

## Danh sách phim đã đóng

### Phim truyền hình
| Năm  | Tựa đề             | Vai              | Hợp tác                                         |
| ---- | ------------------ | ---------------- | ----------------------------------------------- |
| 2003 | Vĩnh biệt          | Zhou Nianjin     | Hồ Binh, Khổng Lâm                              |
| 2006 | Girls and the City |                  | Hồ Binh, Mạnh Quảng Mĩ                          |
| 2006 | Thần điêu đại hiệp | Lục Triển Nguyên | Huỳnh Hiểu Minh, Lưu Diệc Phi, Mạnh Quảng Mĩ    |
| 2008 | Lộc Đỉnh ký        | Đa Long          | Huỳnh Hiểu Minh, Chung Hán Lương                |
| 2009 | Ỷ Thiên Đồ Long Ký | Phạm Dao         | Đặng Siêu, An Dĩ Hiên                           |
| 2011 | Tân Thuỷ hử        | Lâm Xung         | Trương Hàm Dư, Lý Tông Hàn, Trần Long, Hàn Đống |
| 2012 | Tùy Đường Anh Hùng | Đơn Hùng Tín     | Nghiêm Khoan, Thang Trấn Nghiệp, Bạch Băng      |
| 2012 | Tiếu ngạo giang hồ | Tả Lãnh Thiền    | Hoắc Kiến Hoa, Viên San San, Trần Kiều Ân       |
| 2013 | Hán Sở truyền kỳ   | Anh Bố           | Trần Đạo Minh, Hà Nhuận Đông, Đoạn Dịch Hoành   |
| 2013 | Bí danh Athena     |                  | Diệp Tuyền, Lâm Hựu Uy                          |

### Phim điện ảnh
| Năm  | Phim                               | Vai Diễn | Doanh thu     | Hợp tác        | Đạo diễn                                        | Vai trò |
| ---- | ---------------------------------- | -------- | ------------- | -------------- | ----------------------------------------------- | ------- |
| 2013 | Địch Nhân Kiệt: Rồng biển trỗi dậy | Hoắc Dặc | US$98,400,000 | Triệu Hựu Đình | Từ Khắc, Angelababy, Phùng Thiệu Phong, Kim Bum |         |